# Pere de Palol i Poch
Pere de Palol i Poch (Girona, 1860 – Girona, 1936) va ser un poeta i periodista català, pare de l'escriptor Miquel de Palol i Felip, avi de l'arqueòleg Pere de Palol i Salellas i besavi de l'arquitecte, poeta i narrador Miquel de Palol i Muntanyola.
Fou col·laborador de la Revista de Gerona entre 1880 i 1893 i participà en el "Certamen Literario" des de 1893. A més fou elegit bibliotecari de la Asociación Literaria de Gerona el 1880. Participà en la troballa i primeres excavacions arqueològiques de la cova de les Goges de Sant Julià de Ramis l'any 1889. En l'àmbit periodístic fou cofundador d'El Telégrafo Catalán de Girona (1879-81) i col·laborà també en La Vetllada, Lo Rossinyol del Ter, Lo Gironès, entre altres rotatius. Com a poeta publicà els reculls Ramell de violes (1879), Balades (1881), i Lo comte Jofre i l'adarga catalana (1880).